# Игнатуша, Александр Фёдорович
Алекса́ндр Фёдорович Игнату́ша (укр. Олександр Федорович Ігнатуша; род. 3 ноября 1955, Киев) — советский и украинский киноактёр, кинорежиссёр и певец. Заслуженный артист Украины (2016).

## Биография
Родился 3 ноября 1955 года в Киеве.
В 1976 году окончил актёрское отделение факультета драмы КГИТИ имени И. К. Карпенко-Карого (курс Леонида Олейника), в 1984 году — Высшие курсы сценаристов и режиссёров (мастерская Э. Рязанова).
Автор и исполнитель песен, записал диск «Белый волк».

## Фильмография

### Актёрские работы
1. 1975 — Ар-хи-ме-ды! — Александр Арбузов («Дынин»), гитарист
2. 1976 — Эквилибрист — Сева (нет в титрах)
3. 1977 — Подарок судьбы — Юра-водитель, друг Дины
4. 1977 — Родные — Сергей
5. 1978 — За всё в ответе — Жора
6. 1979 — Смотрины — Владимир Иванович Лялин, демобилизованный десантник, приехавший в село Журавлиха
7. 1981 — Золотые туфельки — Иван
8. 1981 — Куда он денется! — Бронислав, колхозник, участник самодеятельности
9. 1982 — Бой на перекрёстке — Ромин, чекист
10. 1982 — Взять живым — Богдан Шовкопляс, разведчик
11. 1983 — Оглянись!..
12. 1985 — Каждый охотник желает знать… — режиссёр
13. 1985 — Когда становятся взрослыми — врач
14. 1985 — Мы обвиняем — Володя Чужакин, колхозный шофёр
15. 1985 — Чудеса в Гарбузянах — Петро
16. 1986 — Счастлив, кто любил
17. 1987 — Войдите, страждущие! — Лёня, пастух
18. 1988 — Брат, найди брата
19. 1991 — Подарок на именины — Иван, бывший подпольщик
20. 1991 — Телохранитель — Глебов, офицер КГБ
21. 1992 — Воздушные пираты — член спецкоманды авиаагентства
22. 1992 — Цветение одуванчика (режиссёрский дебют) — эпизод
23. 2002 — Маска и душа — Акакий Хрисанфович, киевский пристав
24. 2002 — Под крышами большого города — Глеб
25. 2002 — Право на защиту — Сёмин
26. 2005 — Возвращение Мухтара 2 (серия № 32 «Семейные ценности») — Сергей Карякин, друг Хрулёва
27. 2005 — Косвенные улики — ректор
28. 2006 — Возвращение Мухтара 3 (серия № 34 «Бешеные псы») — Лось
29. 2006 — За всё тебя благодарю 2 — дядя Серёжа
30. 2006 — Первое правило королевы (экранизация одноимённого детективного романа Татьяны Устиновой)
31. 2006 — Утёсов. Песня длиною в жизнь — Кондратий Семёнович, мясник
32. 2006 — 2007 — Ситуация 202 — генерал
33. 2006 — Оранжевое небо — отец Иванны
34. 2007 — Девять жизней Нестора Махно — таксист в Париже
35. 2008 — Возвращение Мухтара 4 — Малышенко / Бульдог
36. 2008 — Сказка о женщине и мужчине — Сеня, муж Веры
37. 2008 — Удиви меня — управляющий СТО
38. 2009 — Блудные дети — прораб на стройке
39. 2009 — Веское основание для убийства — чиновник
40. 2009 — Побег из «Новой жизни» — Никита, отец Жени
41. 2009 — Ползёт змея
42. 2009 — Мудаки. Арабески
43. 2009 — При загадочных обстоятельствах — рабочий-художник
44. 2009 — 2021 — Сваты 3, 5, 6, 7 — Алексей Алексеевич, участковый в Кучугурах
45. 2010 — Возвращение Мухтара 6 (серия № 42 «Кража в два хода») — Андрей Филиппак, скульптор
46. 2010 — Брат за брата — Кондаков, следователь прокуратуры (нет в титрах)
47. 2010 — Паршивые овцы — Прохор, зек
48. 2010 — Соседи — Пётр Полищук
49. 2011 — Байки Митяя — Алексей Алексеевич Петров, участковый в Кучугурах
50. 2011 — Тот, кто прошёл сквозь огонь — Угрюм-Река
51. 2011 — Баллада о Бомбере — полицай
52. 2011 — Доярка из Хацапетовки 3 — Александр Александрович Абрамов, майор милиции
53. 2011 — Ласточкино гнездо — папа Полины
54. 2012 — Защитница — Андрей Андреевич, начальник колонии
55. 2012 — Лист ожидания — Жбанков, профессор-кардиолог
56. 2012 — Люблю, потому что люблю — Фёдор Ильич Климов, директор базы отдыха
57. 2012 — Мама, я лётчика люблю (вторая и пока что последняя режиссёрская работа) — таксист
58. 2012 — Менты. Тайны большого города — Василий Иванович Мамочка, полковник, начальник УМВД по району Киева
59. 2012 — Счастливый билет — профессор
60. 2012 — Поминовение (короткометражка)
61. 2013 — F 63.9 Болезнь любви — Виктор Иванович, генерал
62. 2013 — Агент — главврач клиники лицевой хирургии
63. 2013 — Мотыльки — Степан Матвеевич, мародёр
64. 2013 — Тёмные лабиринты прошлого — следователь
65. 2014 — Пляж. Жаркий сезон — Степан Шевчук
66. 2014 — Последняя электричка — Николай Недбаев, отец Леси
67. 2014 — Скорая помощь — больной
68. 2014 — Так далеко, так близко — Евгений Алексеевич Пушкарь, полковник
69. 2014 — Узнай меня, если сможешь — майор в РОВД
70. 2015 — Плохая соседка — Константин Васильевич, хозяин квартиры
71. 2016 — Забудь и вспомни — коллега Петровича
72. 2016 — Осенние воспоминания — Александр
73. 2016 — Забытая женщина — Анатолий Иванович
74. 2016 — Родственнички — Аркадий Семёнович Гмыря, отец Ирины / закадровый голос
75. 2016 — Хозяйка — Пётр Иванович Суворов, отец Натальи, дедушка Егора (первая—восьмая серии. Погиб во время взрыва на шахте «Алмазная»).
76. 2017 — Пёс 3 (серия № 24 «Бэтмен») — судья
77. 2017 — Светка — Архип
78. 2017 — Короткое слово нет (телесериал)
79. 2018 — Невидимый — Петро
80. 2018 — Опер по вызову — Дед, начальник Департамента криминальной разведки
81. 2020 — Хрустальная мечта — Толик
82. 2020 — Миг, украденный у счастья
83. 2021 — Славяне / Slovania — Сокол
84. 2021 — В плену у прошлого — Валерий Сергеевич
85. 2023 — Человек, который стоял на пути / Muz, který stál v ceste — Леонид Брежнев (в титрах: Oleksandr Ignatusha)

### Режиссёрские работы
1. 1992 — Цветение одуванчика
2. 2012 — Мама, я лётчика люблю